# Nagaoka Hantarō

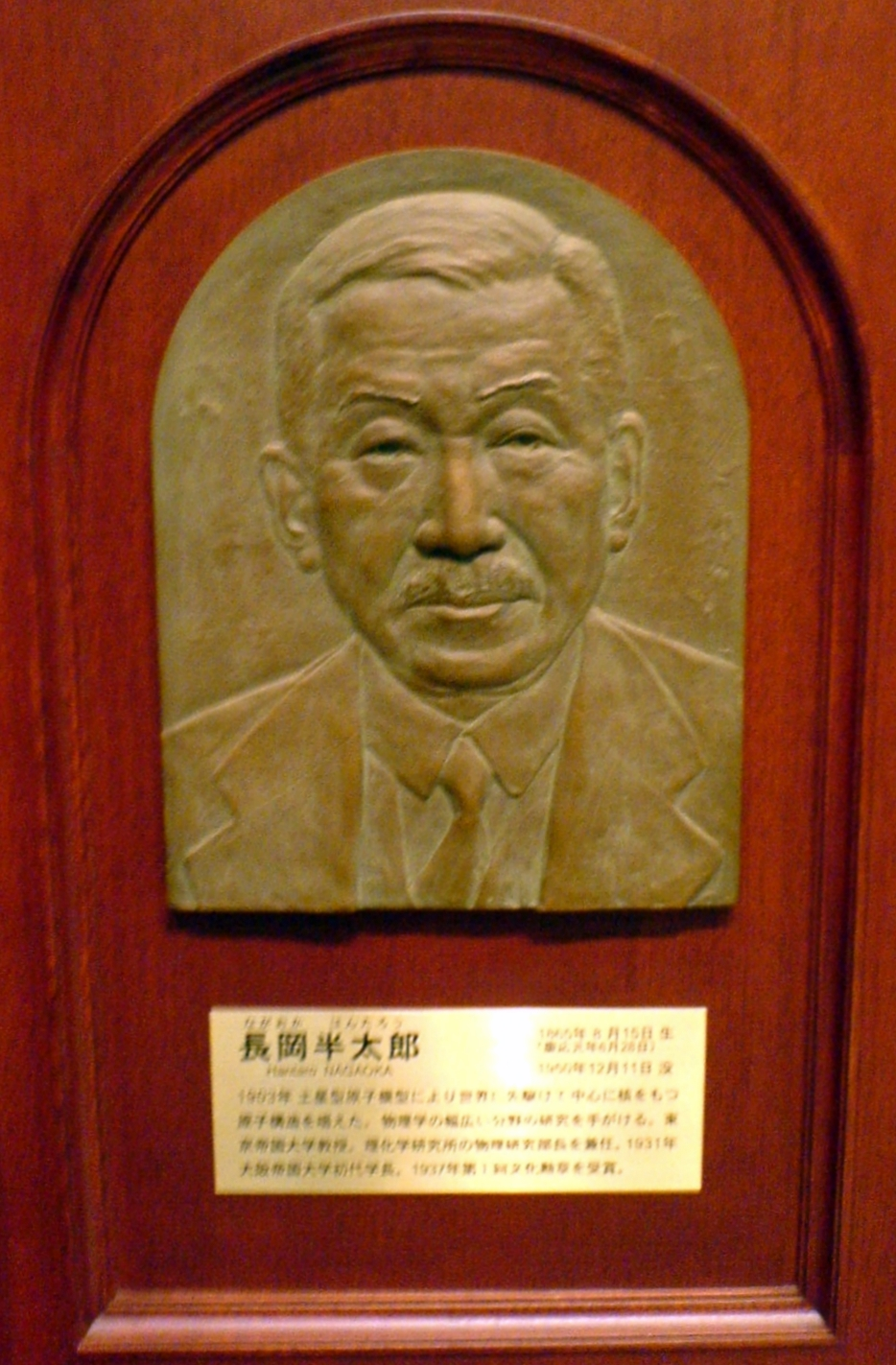
Bild von Nagaoka im Science Museum Tokyo

Nagaoka Hantarō (japanisch 長岡 半太郎; * 18. August 1865 in Ōmura (Nagasaki); † 11. Dezember 1950 in Tokio) war ein japanischer Physiker.
Er studierte zunächst ab 1884 an der Universität Tokio Mathematik und Physik, unter anderem bei den damals dort lehrenden englischen Physikern James Alfred Ewing, Cargill Gilston Knott (besonders über Magnetismus). Nach dem Abschluss 1887 ging er nach Europa, wo er unter anderem 1893 bis 1896  in Berlin bei Max Planck, Hermann von Helmholtz und August Kundt hörte und bei Ludwig Boltzmann in Wien sowie in München. Bei der Rückkehr nach Japan wurde er 1896 ordentlicher Professor für theoretische Physik an der Universität Tokio. Ab 1916 war er Direktor des Physik-Instituts. Sein Spezialgebiet war der Magnetismus, wobei er ab 1900 mit Kotaro Honda zusammenarbeitete.
Im Jahr 1904 entwickelte er ein frühes „Planeten-Modell“ des Atoms („saturnian theory“), welches das Atom als große, positiv geladene Kugel beschreibt, die von den negativ geladenen Elektronen umkreist wird. 
1910 war er Leiter der Gründungskonferenz (von japanischen Auslandsstudenten und Wissenschaftlern) der Universität Tōhoku in Paris, die nach dem Vorbild der Universität Göttingen errichtet werden sollte. Von 1916 bis zu seiner Emeritierung 1926 war Nagaoka der Direktor des Physikalischen Instituts der Universität Tokio und arbeitete gleichzeitig am privaten Forschungsinstitut Riken (1917 bis 1946). Von 1931 bis 1934 war er Präsident der Universität von Osaka. 1939 bis 1948 war er Präsident der Japanischen Akademie der Wissenschaften.
Nagaoka gilt als einer der Pioniere der Physik in Japan, der ihren Anschluss an den europäischen und US-amerikanischen Forschungsstand wesentlich förderte. Er gehört zu den ersten, die vom Kaiser mit dem neu geschaffenen Kulturorden 1937 ausgezeichnet wurden. Zu seinen Schülern zählt der theoretische Physiker Jun Ishihara.
Nach Nagaoka wurde ein Krater auf dem Mond benannt.